# Henrich Cahman
Henrich Cahman (även Heinrich Cahman), född omkring 1605, död omkring 1650, var en svensk orgelbyggare av tyskt ursprung. Han är stamfader till den svenska orgelbyggnadsdynastin Cahman. En av hans söner var orgelbyggaren Hans Henric Cahman (1640–1699), och barnbarnet orgelbyggaren Johan Niclas Cahman (1670–1737). Det fanns även andra orgelbyggare bland Henric Cahmans ättlingar.